# ホウカム・ホール
ホウカム・ホール、ホルカム・ホール（英: Holkham Hall）は、イギリスのノーフォーク、ホウカム(Holkham)（英語版）近郊にある18世紀に建てられたカントリー・ハウスである。この建物は初代レスター伯爵（第5期）トマス・クック（1697年 - 1759年）がパッラーディオ様式により、造園家で建築家でもあるウィリアム・ケントの設計で、建築家で貴族のバーリントン伯爵リチャード・ボイルの支援を受けて建てた。

## 概要

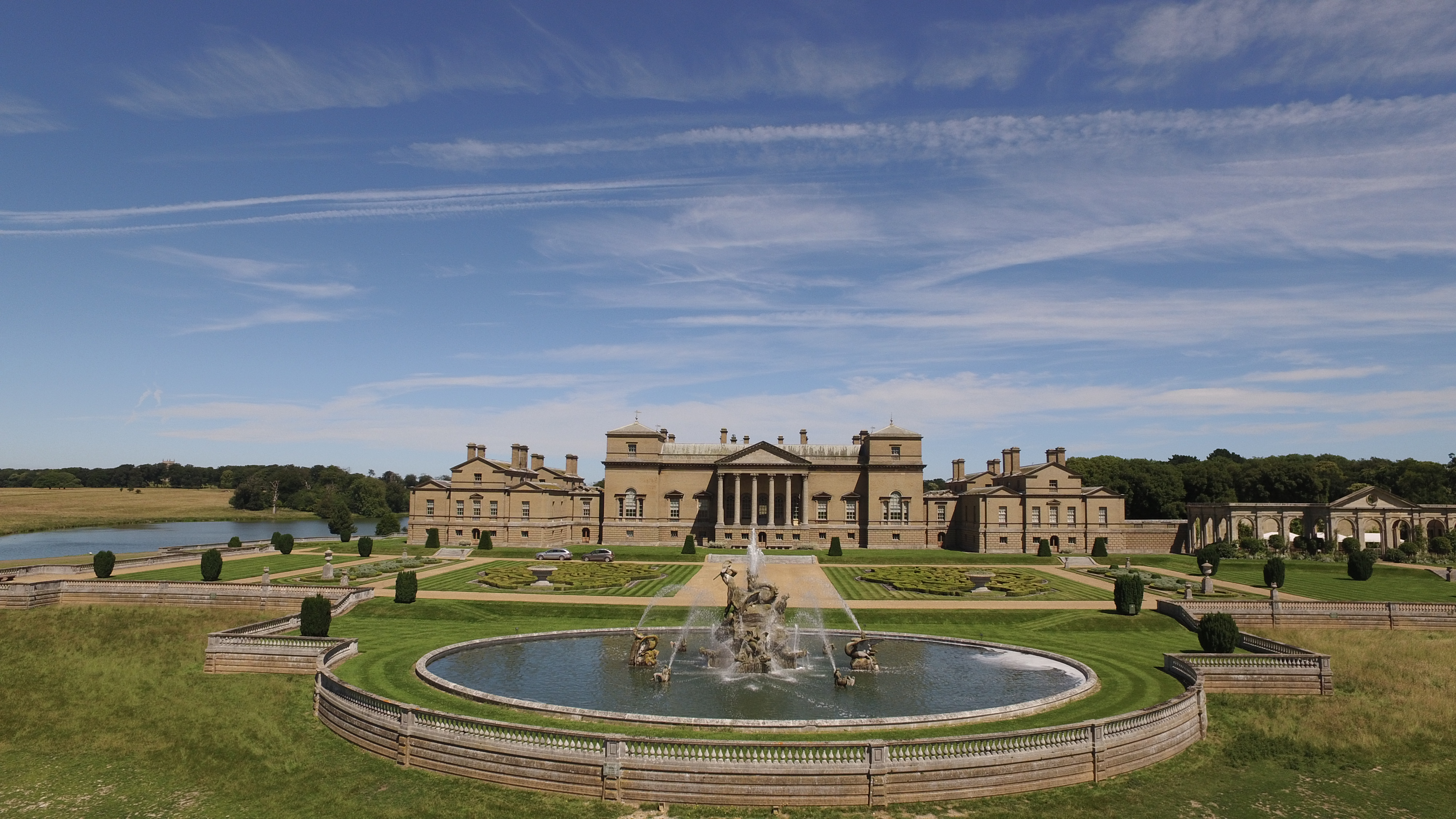
ホウカム・ホール。 厳格なパッラーディオ様式によるイオニア式ポルティコのある南側ファサード。

ホウカム・ホールはイングランドにおけるパッラーディオ建築復興様式による建物の一つであり、同じ時代に本様式で設計された多数の建築物と違ってパッラーディオの設計を直接に参照して設計されたという経緯から、最もパッラーディオの発想に近いと考えられている。
そのホウカムに建てられたホウカム・ホールは、以来クック家の一族に代々受け継がれてきた居宅である。ホールの内装は華麗なものであるが、建築当時の基準から考えるといたってシンプルに飾り付けられ配置されたものである。装飾を非常に控えめにしているため、プライベートルームと来客用特別室 (State room) (英語版) の両方が同等のスタイルで飾り付けられており、前者が後者よりみすぼらしいということもない:237。主要な特別室はいずれも対称的に配置されているだけでなく、デザインも対称形となっていて、一部の部屋は完全な対称形とするためにダミーのドアが配置されている。
レスター家では「ホウルカム」と発音され、所在する村では「ホルカム」と呼ばれている。現在はホウカム・ホール・アンド・エステートと呼ばれることもある。

## 建築家とパトロン

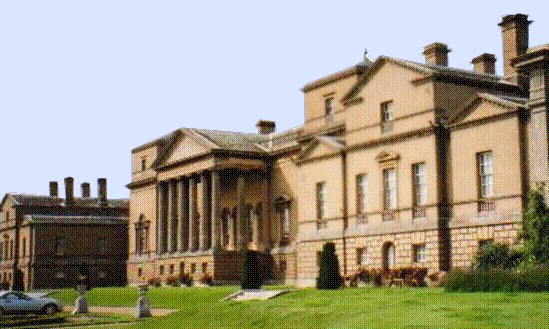
ホウカム・ホール。 正面右から見た風景 (4つある同デザインの第2ウィングの内のひとつ)

ホウカム・ホールは初代レスター伯トマス・クック（1697年 - 1759年）により建てられた。クック家つまりホウカムのレスター伯爵家がホウカムに住むようになったのは、ホウカムエステートの財を最初に築いたエドワード・クック（コークとも、1552年 - 1634年）が1609年にニールズ荘園（Neals manor）を取得して以来のことである。エドワードはノーフォークのほか、イングランド中の不動産を多数購入した。これを彼の6人の息子たちが相続したが、なかでも四男のジョンはホウカムの大地主となった:13。ジョンは1612年にメリエル・ウィートリー（Meriel Wheatley）と結婚すると、メリエルが父親から相続したホウカムのヒル・ホールを居宅とし、その後もホウカムの土地を買い増し、1659年にはホウカムでただ一人の地主となった:16。財を成した初代エドワード・クックから5代目のトマス・クックは、1718年までグランドツアーを行っており、訪れたイタリアで古代、ルネサンス建築に魅了された。彼は1715年にイタリアで、イングランドにおけるパッラーディオ建築復興ムーブメントの最前線にいた貴族・建築家のバーリントン伯爵リチャード・ボイルとウィリアム・ケントに出会い、パッラーディオ様式によるホウカムの邸宅のアイディアが考案されたと思われる。クックはバーリントン卿と弟子であるケントに、グランドツアーで集めた古代彫刻を展示するパラディオ主義の建築を依頼することにした。クックが建設地にホウカムを選んだのは、イタリアのような温暖な気候を求めていたからである。しかし建築される以前は、当地は英国特有の荒地であり、建築計画をクックの友人に話すと驚かれたという。
しかしながら彼は帰国後怠惰な生活を続け、飲酒とギャンブルと狩猟、及び闘鶏に興じた。クックは1720年に南海泡沫事件を引き起こした南海会社に対する投資で大損害を被り、これが原因で新しい邸宅の建築計画は10年以上遅れることになった。クックは1744年にレスター伯位を創設したが、ホウカム・ホールが完成する5年前の1759年、投資による損失を完全に取り返せないまま死没した。クックの妻レディ・マーガレット・タフトン（Lady Margaret Tufton, Countess of Leicester、1700年 - 1775年）は、その後邸宅の仕上げや配置の監督を行うこととなった。
1720年代の初めにクックはコーレン・キャンベルを雇ったが、ホウカム・ホールの工事と建築に関する設計書で現存するもののうち、最も古いものはトマスの下でマシュー・ブレッティンガムにより1726年に書かれたもので、その内容はバーリントンとケントにより策定された指針や理想に沿っていた。採用されたのは復興様式のパッラーディオ建築で、当時イングランドで受け入れられつつあった様式である。
パッラーディオ建築はイングランド内戦前のイングランドで一時期流行したもので、イニゴー・ジョーンズによって導入されたものの、王政復古の後はバロック建築に人気を奪われ取って代わられた。18世紀に人気だった「パッラーディオ復興」は16世紀のイタリアの建築家アンドレーア・パッラーディオの作品の外観に概ね基づいたものだったが、この潮流の中で立てられた建築物はパッラーディオの「比率」(proportion) に関する厳格なルールには従っていなかった。この様式は最終的には、一般にジョージア様式建築 (英語版) と呼ばれ、今日のイングランドでも未だに人気の高い様式に進化した。復興様式のパッラーディオ建築は市街地・郊外双方の数多くの邸宅で採用されたが、ホウカム・ホールは他の多くの建築物よりもデザインの厳格性、及びパッラーディオの理想に最も近いという点で別格だった。

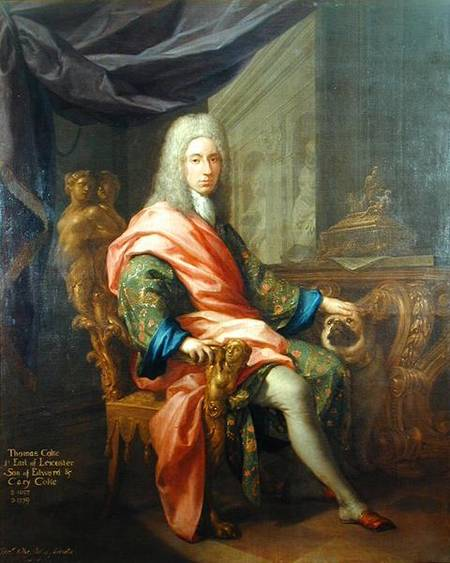
初代レスター伯爵
トマス・クック

クックはプロジェクトを監督したが、現場の建築業務は地元ノーフォークの建築家で、現場作業責任者として雇っていたマシュー・ブレッティンガムに委ねた。ブレッティンガムは既に建築家として伯爵領の建物の管理料として年50ポンド（2016年現在の貨幣価値で約7,000ポンド）を受け取っていた。ウィリアム・ケントは主に南西棟の内装、及び家族の生活のための区画、特に「ロング・ライブラリー」（Long Library）を担当していた。ケントはクックが望んでいたものよりも遥かに豊富な装飾を提案し、多様な外装を施した。
ブレッティンガムはホウカム・ホールを「私の人生における偉大な仕事」と考えており、 "The Plans and Elevations of the late Earl of Leicester's House at Holkham" を出版した時にはケントの関与に言及することなく、不遜にも自分自身を唯一の建築家として記述した。しかしながらこの著作の後の版では、ブレッティンガムの息子は「全体的なアイディアは、最初ウィリアム・ケント氏の支援を受けてレスター伯爵とバーリントン伯爵により出された」ことを認めた。
1734年、最初の建物の基礎部分が作られた。しかしながら建築は、1764年に立派な邸宅が完成するまで30年間続いた:204。
マーブルホール内の正面玄関の上の碑文には次の言葉が刻まれている。
| THIS SEAT, on an open barren Estate Was planned, planted, built, decorated. And inhabited the middle of the XVIIIth Century By THO's COKE EARL of LEICESTER |

(荒れた大地で計画し植栽し建築し、装飾した。そして18世紀半ばに住むこととなった。

レスター伯爵トマス・クック)

## 設計

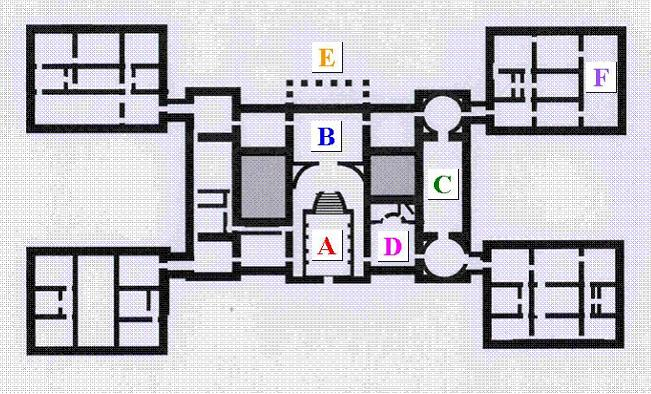
ホウカム・ホールのピアノ・ノビーレの略図。主要区画の各角の4つの対称のウィングを示す。「Ａ」マーブル (大理石) ホール、「Ｂ」大広間、「Ｃ」彫像ギャラリー、「Ｄ」ダイニングルーム、「Ｅ」南ポルティコ、「Ｆ」自己完結型家族棟のライブラリー。

ホウカム・ホールは1734年から1764年にかけて建設された。当時名誉革命を行ったホイッグ党の貴族たちはステュアート朝の文化を嫌悪していたため、新しい文化を興そうとした。建築分野ではバロック様式からパラディオニズムへ流行が移っていった。グランドツアーが流行しイギリス国外への関心が高まり、ジャコモ・レオーニがパラディオの「建築四書」を翻訳し、未建築のものも含めてパラディオの図面が広く紹介されるとヴィラのデザインが応用されていった。また、コリン・キャンベルが「ウィトルウィウス・ブリタニクス」を出版するとカントリーハウスがイギリスに紹介され、パラディオ主義の運動を後押しした。
パッラーディオ様式では中心に大きな部屋を据え、左右対称に小さな部屋を配している。アイディアの基とされるヴィラ・モチェニゴでは階段を中央に配置し、1階にはワイン貯蔵庫、2階に主人や家族の部屋が設けられている。一方、中島智章はモチェニゴに則っているとされることもあるが、パラディオの平面図とは異なっており4つの付属棟それぞれがモチェニゴの中央棟に類似すると分析している。付属する4方の建物には台所、礼拝堂、客室、図書室が割り当てられており、図書室には収集した本や絵画が収められていた。平面だとコリン・キャンベル設計によるホートン・ホールに類似しており、四書が再現されたエジプト風ホールではイタリアで購入した美術品が飾られた。美術収集家の内、カントリーハウス内に保管スペースを建て増した館主がいた一方、ホウカムホールではホールや午餐の間、舞踏会が開かれるギャラリーのような生活空間の中に展示された。
大理石のホールはウィトルウィウスの第五書のバシリカを模して作られており、アラバスター製イオニア式の円柱が強い効果を生んでいる。金メッキが施された天井天井はパンテオンのデザインに倣っており、ダービーシャー産の大理石の柱はローマのフォルトゥーナ・ウィリーリス神殿がモデルである。
ホウカム・ホールの外観を担当したのはウィリアム・ケントである。ケントはパッラーディオの「建築四書」 ( I Quattro Libri dell'Architettura) (英語版) に掲載されているヴィラ・モセニゴ (Villa Mocenigo) (伊語版) を基本としつつ、改変を加えて設計を行った。ヴィラ・モセニゴは設計だけで建築はされなかったヴィラである。
ホウカム・ホールの設計プランは、フロアーが2つしかない広い中央区画があり、ピアノ・ノービレには2つの中庭 (courtyard) の周りに対称的に配置された一連の来客用特別室 (State room) (英語版) がある。中庭は外部からは見えず、レクリエーションあるいは建築的価値のためというよりも、採光を確保するために設けられている。この大きな中央区画の周囲には4つの小さな長方形区画、ウィングが置かれており、それぞれの角から短い単一ベイ (bay)  の2階建てウィングを介して中央棟に繋がっている(標準的なパッラーディオ建築であれば長いコロネードで結ばれる) 。

### 外装
ホウカム・ホールの外装は、古代ローマ建築による巨大な宮殿と表現するのが最もふさわしい。しかしながら、多くの建築設計と同様、話はそれほど単純ではない。ホウカム・ホールはパッラーディオ建築による邸宅であるが、パッラーディオの基準によってでさえ、その外観は質素で装飾性 (ornamentation) (英語版) に欠けている。その理由はほぼ確実にトマス・クック自身に求めることができる。現場の総括建築家マシュー・ブレッティンガムが語るところによれば、クックは「ゆとり」 (commodiousness) を必要とし求めていたが、これは快適さを意味していたと考えられる。そのため、1つの窓だけで採光が十分な部屋には窓が1つしかない。なぜなら、2つ目の窓を設けることによって外観はよくなるかもしれないが、部屋が寒くなったり、すきま風が通るようになったりする場合があるからである。その結果、ピアノ・ノビーレの数少ない窓は左右対称にバランス良く配置されたものの、レンガの海の中に埋もれている。とはいえ、これらの黄色の煉瓦はわざわざホウカム・ホールのために、古代ローマの煉瓦の正確なレプリカとして作られたものだった。ピアノ・ノービレの窓の上には、真のパッラーディオ建築であれば中二階の窓が存在するはずが、何もない。その理由はピアノ・ノービレの来客用特別室の高さが2倍であったからである。ところが、パッラディーオ自身の作品ではよく見られた隠し窓さえ、ホウカム・ホールでは作ることを認められず、ファサードの地味さは緩和されていない。1階では、粗面仕上げの切石積み (rustication)  (英語版) による壁に、大邸宅というよりも刑務所を想起させる小さな窓が横一列に配置されている。建築評論家のナイジェル・ニコルソン (Nigel Nicolson、1917年-2004年) (英語版) はプロイセン乗馬学校のように機能的に見える邸宅であると述べている:234。

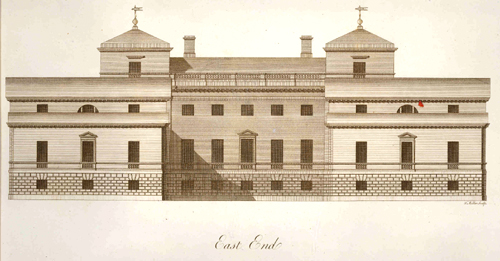
マシュー・ブレッティンガムの「The Plans, Elevations and Sections of Holkham in Norfolk 」 (1761) に掲載されたホウカム・ホール

建物の主要な面である南側はパラディオ主義に則り装飾が非常に抑えられている。両側の付属棟を合わせた長さは105メートルで、中央に位置するポルチコには6本の円柱が建てられている。中央区画のそれぞれの端にはわずかな突起があり、約1世紀前にウィルトンハウス (Wilton House) (英語版) でイニゴー・ジョーンズが採用したものと同様の平屋建ての正方形の塔と天井によるヴェネティア風窓を配置している。下方には装飾が抑えられた小さな窓があり左右対称のデザインが表現されている。ほぼ同様のポルティコがイニゴー・ジョーンズとアイザック・ドゥ・コー (Isaac de Caus、1590年-1648年) (英語版)  によりウィルトンハウスのパッラーディオ風正面玄関用に設計されたが、それは建築されなかった。
隣接するウィングには使用人用の部屋などがあり、家族用ウィングは南西、来客用ウィングは北西、チャペルウィングは南東、そしてキッチンウィングは北東にある。それぞれのウィングの外観は同じであり、立面図 (elevation) によると3つのベイ はそれぞれ他のベイと狭小なスペースで区切られていて、各ベイには飾り気のないペディメントが乗っている。4つの区画の石や踊り場、様々なペディメントと煙突による組み合わせは、ジョン・ヴァンブラ卿 (John Vanbrugh、1664年-1726年) (英語版) によりシートン・デラヴァル・ホールで採用された、10年ほど前から人気のイギリスバロックスタイル (English Baroque) (英語版) を彷彿とさせる。これらのウィングの一つ一つは、後のケドルストンホール (Kedleston Hall) (英語版) がそうであるように、来客用特別室と中央区画を使っていないときに、家族を収容する自己完結型のカントリーハウスであった。
北の中央玄関の一階にあるポーチは1850年代にサミュエル・サンダース・テューロン (Samuel Sanders Teulon、1812年-1873年) (英語版) によって設計されたものであるが、そのスタイルは18世紀の建物と区別がつかない。

### 内装

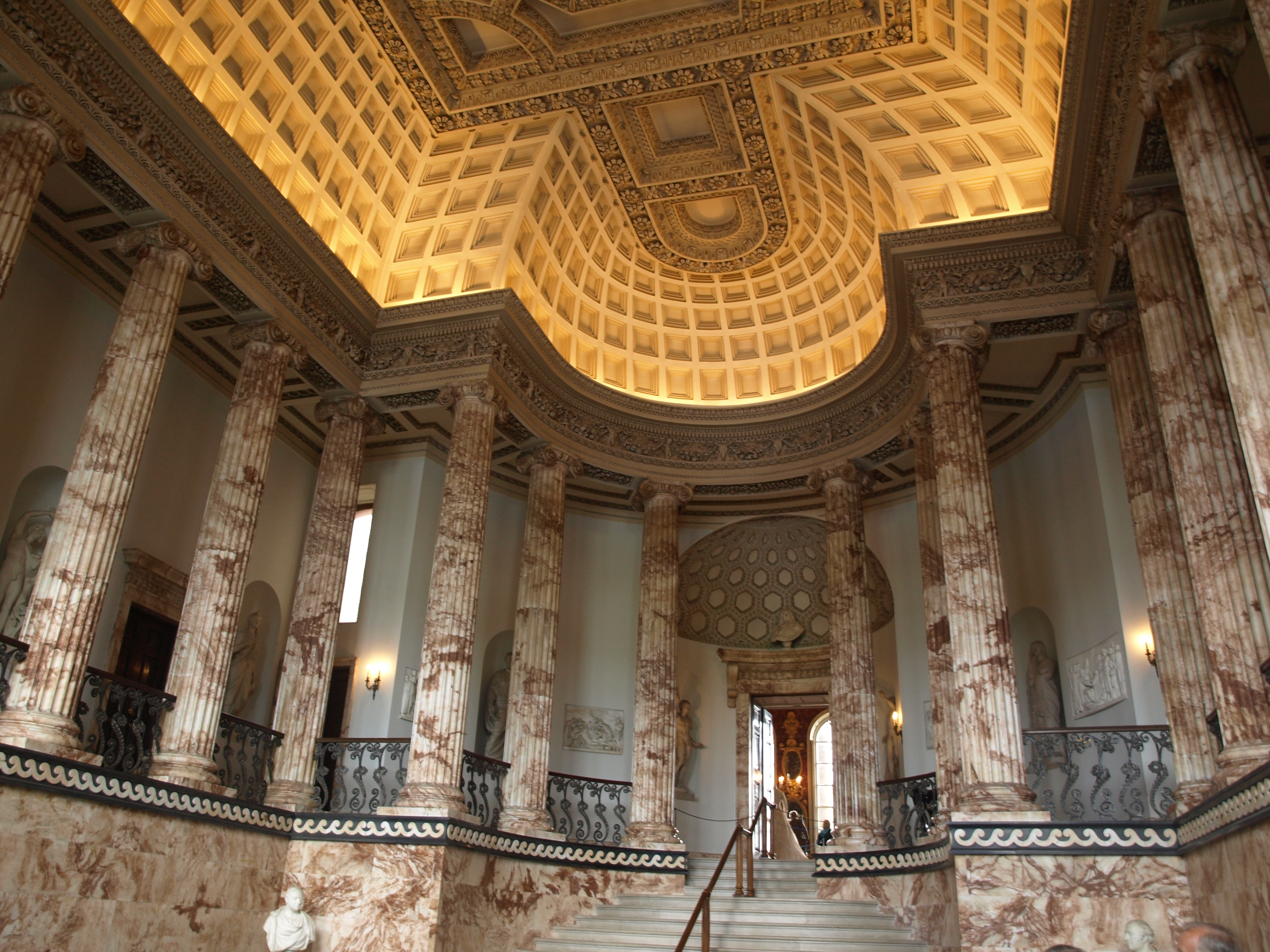
マーブルホール

邸宅の内部ではパッラーディオ様式が、イングランドの他の邸宅では滅多に見ることのできない高さと壮大さに達しており、実際のところ「イングランドにおける最高のパッラーディオ風内装」と考えられている:230。内装の壮大さは過剰な装飾を排除することにより得られており、ケントが生涯を通して好んだ「簡素な外観の持つ雄弁さ」(the eloquence of a plain surface) を反映している。内装工事は1739年から1773年にかけて行われた。最初に完成した居室は家族用ウィングで、1740年から使われた。主要な内装で最初にできあがったのは1741年完成のロング・ライブラリーである。最後に完成したのはアラバスター製の装飾壁 (reredos) (英語版) を持つチャペルで、これはレディ・レスターが工期の始めから終わりまでを監督した。邸宅への出入り口となっているマーブル (大理石) ホール(ただし建物の壁の主たる材質はダービーシャー産のピンクアラバスター)は、古代ローマのバシリカ式によりケントが作ったものである。部屋の床から天井までの高さは15メートル (50フィート) を超え、周囲のギャラリーや柱廊に続く白い大理石の広い階段がある。ここにあるアラバスター製のイオニア式の柱は、古代ローマのパンテオンに触発されたイニゴー・ジョーンズのデザインを模倣した金箔仕上げの格天井 (coffer) を支えている。溝付きの柱もまた古代ローマのポルトゥヌス神殿にあるもののレプリカであると考えられている。ホールの周囲の壁龕 (へきがん) には彫像が置いてあり、これらは主に古典的な神像の石膏複製である。
ホールの階段はピアノ・ノービレと来客用特別室に繋がっている。最も壮大な大広間 (saloon) は美しいポルティコのすぐ後ろに配置されていて、その壁にはパターン化された赤色のカフォイ (caffoy、ウールと麻とシルクの混合物) が貼られ、天井は金箔が貼られた格天井になっている:206。この部屋にはルーベンス (1577年-1640年) の "Return from Egypt" （意味：エジプトからの帰還）がかけられている。トマス・クックはグランドツアーでギリシアとローマの彫像の複製品のコレクションを購入し、それは邸宅の南北いっぱいの幅のある大規模な彫像ギャラリーに置かれた。中央玄関はダービーシャー産のピンクアラバスターで作られたマーブル (大理石) ホールを通ったところにあり、二階部分のピアノ・ノビーレと来客用特別室に繋がっている。ホールの奥は大広間になっており、天井とドアには金の装飾が施されており、壁はベルベット地が張られている。

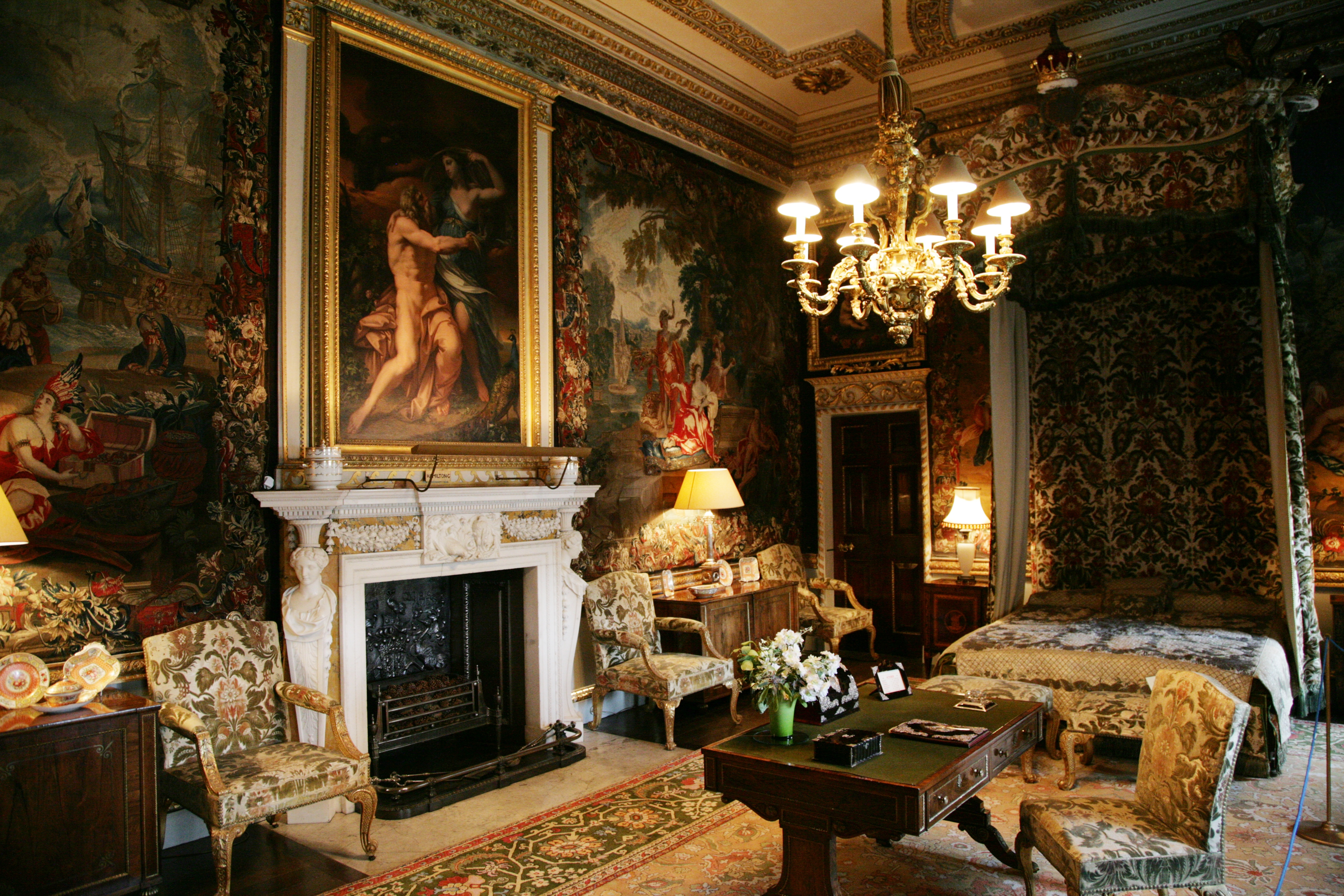
グリーン・ステート・ベッドルーム

ノース・ステイト・シッティング・ルームには壁に4枚のタペストリーが飾られており、17世紀末にジェラール・ペーマンスによって作成された黄道十二宮が描かれたものである。一辺8.2メートル (27フィート) の正方形の部屋で、そこには天井の模様を完全に映したアキスミンスター・カーペット (Axminster carpet) (英語版) が敷かれている。この部屋の壁の壁龕 (へきがん) に置かれたカエサルの胸像は、グランドツアーの途中、ネットゥーノで修復中のところをクックが見つけたものだった。古典的なアプスはその部屋にほとんど神殿のような雰囲気をもたらしている。実際は、邸宅の離れたキッチンや使用人達のエリアに繋がる迷路のような回廊や狭い階段への通路がこのアプスに隠されている。主要区画の東側のそれぞれの角には大きなヴェネティア風窓から光が入る正方形の広間がある。その中の一つ「ランドスケープ・ルーム」にはクロード・ロラン (1600年頃-1682年) とガスパール・デュゲ (1615年-1675年) の絵画が飾られている。全ての来客用特別室は左右対称の壁を有し、中には本物のドアとダミーのドアを組み合わせているものもある。主要な部屋には精巧な白と多様な配色の暖炉があり、ほとんどの部屋には彫刻と彫像がある。それらの大半はトーマス・カーター (Thomas Carter) の作品だが、彫像ギャラリーにある暖炉の彫刻はジョセフ・ピックフォード (Joseph Pickford、1734年-1782年) によるものである。来客用特別室の家具の大半はウィリアム・ケントのデザインで、風格のある古典的なバロック様式によるものである。
来客用特別室の内装の飾りつけはとても抑制的、あるいはジェームズ・リーズ・ミルン (James Lees-Milne、1908年-1997年)  の言葉によると「貞淑」(chaste) であったため、家族のプライベート用の南西ウィングにある、より小さくより多い密接した部屋は、特別室の内装と同様、過度に力が入っていない飾りつけとなっていた。ロングライブラリーはウィングの全長を占め、トマス・クックがイタリアへのグランドツアーで購入した書籍のコレクションを収容している。彼はイタリアでパッラーディオ様式のヴィラを初めて見ており、ホウカム・ホールはこれに触発されたものである。
グリーン・ステート・ベッドルームは主要な寝室で、絵画やタペストリーで飾られておりその中にはポール・サンダース (Paul Saunders) やジョージ・スミス・ブラッドショウ (George Smith Bradshaw) の作品も含まれる。メアリー王妃 (Mary of Teck、1867年-1953年) が訪問したとき、ギャビン・ハミルトン (Gavin Hamilton、1723年-1798年) (英語版)  の "Jupiter Caressing Juno"（意味：ジュノーを愛撫するジュピター）の「淫らな」描写は女性の目にはふさわしくないと考えられ、その絵は屋根裏に追いやられたと言われている。

## 庭園

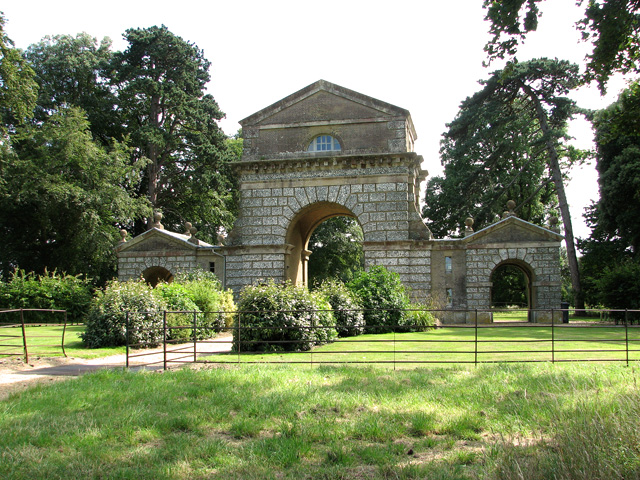
凱旋門

ウィリアム・ケントの設計による庭園は、邸宅の建築より数年前の1729年に造園が開始された。着工の記念として庭園の一番高い場所に24メートル (80フィート) のオベリスク (記念碑) が建てられた。碑は邸宅の中心から南に向かって0.8キロ (0.5マイル) を越えたところに位置していて、並木道がオベリスクから南に1.6キロ (1マイル) 以上続いている。吹きさらしだった土地に数千本の樹木が植えられ、1770年までに庭園は6.1平方キロメートル (1,500エーカー) に広がった。ケントが設計した庭園内の構築物には、並木道のはずれ付近にある凱旋門 (Triumphal Arch、1739年の設計で1752年にようやく完成） や、オベリスクの近くの森の中にあるドーム型のドーリア式祭祀場 (temple、1730年から1735年) がある。
レスター伯爵の甥の息子でホウカム・ホールを相続した初代レスター伯爵 (第7期) トマス・クック (1754年-1842年) の時代に庭園の大規模な改修が行われ、彼が1842年に亡くなるときには庭園の面積が12平方キロメートル (3,000エーカー) を超えるまでになった。クックは100万本を上回る樹木の植栽をすすめたほか、建築家サミュエル・ワイアット (Samuel Wyatt、1737年-1807年) (英語版) を雇い入れて様々な建物を設計させた。その建物の中には、新古典主義を簡素化した様式による一連の農場建築物と農家、1780年代には24,000平方メートル (6エーカー) の広さに及ぶ、壁で仕切られた新しい菜園 (Kitchen garden) (英語版) などがある。庭園は湖の西にあり、そこにはいちじく・桃・ワイン用のブドウ及びその他の果物を栽培する温室がある。ワイアットのデザインの最高傑作は1790年のグレート・バーン (Great Barn、大納屋) で、それは庭園の中のオベリスクから南東に0.8キロ (0.5マイル) のところにある。それぞれの農場の費用は1,500ポンドから2,600ポンド前後であった。元は北海に繋がる沼地のような入り江だった邸宅西側の湖は、1801年から1803年にかけて造園家ウィリアム・イームズ (William Emes、1729年-1803年) (英語版) によって作られた。

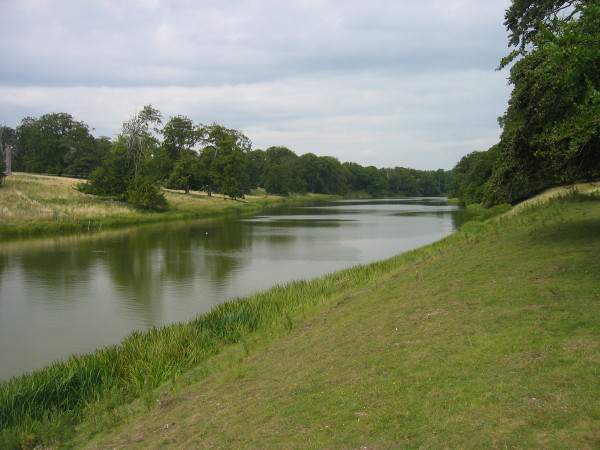
ホウカム湖

クックの死後、クックの業績を称えるモニュメント (記念碑) が1845年から1848年にかけて建てられた。記念碑はウィリアム・ドンソーネ (William Donthorne、1799年-1859年) (英語版)  が設計し、借地人が建設費用の4,000ポンドを負担した。モニュメントは高さ37メートル (120フィート) のコリント式の柱で、頂部には麦束を載せた円筒形容器が据えられている。台座はジョン・ヘニング・ジュニア (John Henning, Jr.)  による浮彫りの彫刻が施されており、角には牛・羊・鋤をかたどった彫刻が載っている。クックがすすめた農場収穫量増加の施策は、1776年には2,200ポンドであった不動産の借地料を1816年には20,000ポンドにまで押し上げる効果があっただけでなく、イギリスにおける農業の運営にも大きな影響を与えた。
1850年、第2代レスター伯爵トマス・クック (Thomas Coke, 2nd Earl of Leicester、1822年-1909年) (英語版) はパルテール (parterre) (英語版)  をデザインしていたウィリアム・ニスフィールド (William Andrews Nesfield、1793年-1881年) (英語版)  との連携により邸宅の東に新しい厩舎を建てさせるために、建築家のウィリアム・バーン (William Burn、1789年-1870年) (英語版)  を呼び寄せた。建築は邸宅の周りのテラスと同時に始められた。建築作業は1857年まで続き、その中で邸宅の北の方向に、チャールズ・レイモンド・スミス (Charles Raymond Smith) による「1849-57」の日付入りの「聖ジョージとドラゴンの物語」(Saint George and the Dragon) (英語版) の彫刻の入った記念碑的な噴水も作られた。バーンは邸宅の東側、テラスを見下ろす位置にある大きな石造りのオレンジ用温室も設計した。温室は中央がペディメント付の3ベイで、さらに両翼に3ベイの構成となっている。現在、温室には屋根も窓もない。

## 現在のホウカム・ホール

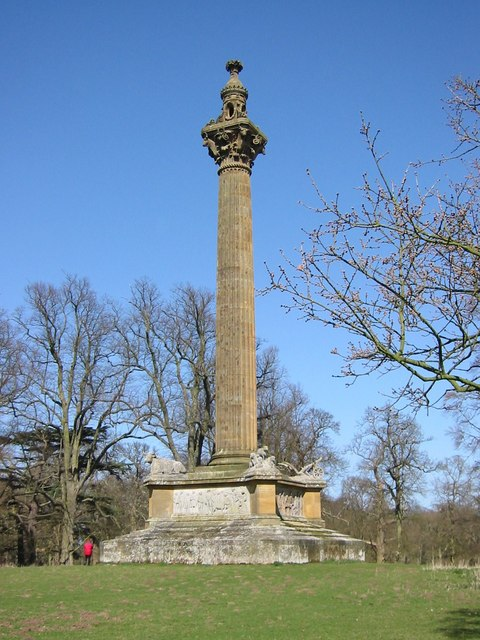
モニュメント

ホウカム・ホールの建設費用は90,000ポンドを越えていたと考えられる。この莫大な費用は初代伯の相続人達をほとんど破滅させ、その結果彼らは邸宅をその嗜好に合わせて改良することも、経済的に不可能だった。したがってこの邸宅は1764年の完成以来ほとんど手を加えられていない。また20世紀に入るとホウカム・ホールなどのカントリーハウスは、相続の際の莫大な税負担のため多くの不動産を手放さざるを得なくなる事態を生じさせ、1940年代の終わりに第4代レスター伯爵トマス・クック (Thomas Coke, 4th Earl of Leicester、1880年-1949年)  (英語版) は、ホウカム・ホールをナショナル・トラストに譲ろうとした。カントリーハウスの持ち主がお金に余裕が無くなると収集したコレクションを手放すのはよくあることで、ホウカム・ホールでも1831年にティツィアーノ・ヴェチェッリオの絵が売却されている。

今日、この厳格なパッラーディオ建築のサンプルは、100平方キロメートル (25,000エーカー) の私有地の中心に存在している。日曜日・月曜日と木曜日は一般公開されているが、ホウカム・ホールは今もまだレスター伯爵の家族の邸宅である。